# Divinités aztèques créatrices
Les divinités créatrices sont, dans la mythologie aztèque, les quatre fils de Tonacatecuhtli et Tonacacihuatl, les essences masculine et féminine du premier dieu créateur unique de toute chose appelé Ometeotl sur la terre. Ils ont pour noms Tezcatlipoca (dieu de la providence), Xipe-Totec (dieu de la force), Quetzalcóatl (dieu de la sagesse) et Huitzilopochtli (dieu de la volonté).
Ils reçoivent de leur père le don de création, sans la contrainte d'engendrer. Ils résident dans l'Omeyocan (le treizième ciel aztèque) pendant 600 ans.
Ils sont les créateurs d'autres dieux majeurs (entre autres : Xochipilli, Xochiquetzal, Chicomecoatl, Tlazolteotl) et ordonnent l'univers.